# Daedra
Daedra är samlingsnamnet på en fiktiv demonisk ras i spelserien The Elder Scrolls. Daedra styrs av Daedragudarna, i spelen kallade "Daedra Lords". Daedra utgör en stor del av antagonistskaran i spelen, de kan dock även frammanas av och strida åt spelaren själv.

## Daedradyrkan
I världsdelen Tamriel där spelens handling utspelar sig förekommer daedradyrkan av de olika daedragudarna och tar sig formen av olika delade sekter som tillber respektive gud. En av dessa sekter, kallad "The Mythic Dawn" utgör en stor del av handlingen i seriens fjärde spel Oblivion.

## Daedrautrustning
Utrustningen Daedra använder är generellt bland de bästa i spelen och värderas därefter. Sådan utrustning klassificeras med adjektivböjningen Daedric.

## Daedragudar
- Azura
- Boethiah
- Clavicus Vile
- Hermaeus Mora
- Hircine
- Jyggalag
- Malacath
- Mehrunes Dagon
- Mephala
- Meridia
- Molag Bal
- Namira
- Nocturnal
- Peryite
- Sanguine
- Sheogorath
- Vaermina

## Daedraraser
- Dremora
- Scamp
- Atronarker
- Clannfear
- Daedroth
- Xivilai